# خاویر کاپلی
خاویر کاپلی (انگلیسی: Javier Capelli؛ زادهٔ ۷ ژانویهٔ ۱۹۸۵) بازیکن فوتبال اهل آرژانتین است.